# 陶允淳
陶允淳（1541年—1574年），字懋初，號蘭渚，浙江紹興府會稽縣人，民籍，明朝政治人物。

## 生平
嘉靖四十年（1561年）辛酉科浙江鄉試第八十三名舉人。嘉靖四十四年（1565年）中式乙丑科會試第九十名，三甲第一百零七名進士。兵部观政，本年八月授行人，隆慶三年（1569年）四月升礼部主事，四年十月升员外，五年二月改任尚宝司丞。万历二年十二月卒。

## 家族
曾祖陶諧，兵部左侍郎贈兵部尚書謚莊襄；祖父陶師賢，鴻臚寺主簿封翰林院編修贈詹事兼侍读学士；父陶大順，同科進士、副都御史巡抚。母諸氏，封安人。兄陶允光（知府）、弟允俊（庠生）、允端、允傑、允濟（监生）、陶允宜（刑部主事）、允嘉、允彦、允哲。